# 横田紀子
横田 紀子 (よこた のりこ、1974年〈昭和49年〉8月23日 - ) は、日本の陸上自衛官。陸上自衛隊史上初の女性将官かつ防衛大学校（第41期、女性第2期生）出身初の女性将官。佐賀県佐賀市出身。1等陸佐までの職種は野戦特科。現在の階級は陸将補。

## 経歴
1997年3月、防衛大学校（第41期）を卒業し、陸上自衛隊に入隊。2019年8月、岩手駐屯地に所在する第9特科連隊の連隊長兼ねて岩手駐屯地司令として着任。その後、東北方面特科連隊新編に併せて初代東北方面特科連隊長兼ねて岩手駐屯地司令に就任、令和元年東日本台風に伴う災害派遣などを指揮した。2023年3月30日、陸将補に昇任し東部方面総監部幕僚副長（行政副長）。同年12月から自衛隊東京地方協力本部長を務め、2025年8月1日に第2特科団長兼ねて湯布院駐屯地司令に着任した。
戦闘職種の中隊長および連隊長、駐屯地司令、陸将補昇任、陸上自衛隊の団長職などの任命・補職は、女性初である。

## 略歴
- 1997年（平成9年）
  - 3月：防衛大学校（第41期）を卒業、陸上自衛隊に入隊。
  - 9月：第12特科連隊第1大隊（通信小隊長、戦砲隊長）[10]。
- 2001年（平成13年）3月：第6地対艦ミサイル連隊（指揮小隊長、通信幹部）[10]。
- 2004年（平成16年）8月：陸上自衛隊幹部学校付（第50期指揮幕僚課程学生）[10]。
- 2006年（平成18年）8月：陸上自衛隊富士学校特科部教育課（戦術教官）[10]。
- 2008年（平成20年）8月1日：第12特科隊第1中隊長[8]。
- 2010年（平成22年）3月：陸上幕僚監部人事部人事計画課勤務[10]。
- 2012年（平成24年）3月：陸上幕僚監部人事部募集・援護課勤務[10]。
- 2015年（平成27年）8月：陸上自衛隊富士学校研究課研究員 兼 教育課戦術教官[10]。
- 2016年（平成28年）
  - 1月1日：1等陸佐に昇任[11]。
  - 3月23日：陸上自衛隊幹部学校付[12]（早稲田大学大学院研修）[10]。
- 2017年（平成29年）
  - 3月27日：陸上自衛隊富士学校主任教官（特科部教育課戦術班長）[10]。
  - 8月1日：陸上幕僚監部人事教育部人事教育計画課企画班長[13]。
- 2019年（令和元年）8月1日：第9特科連隊長兼ねて岩手駐屯地司令[14]。
- 2020年（令和2年）
  - 3月26日：東北方面特科連隊長兼ねて岩手駐屯地司令[15]。
  - 8月25日：陸上幕僚監部監理部総務課広報室長[16]。
- 2023年（令和5年）
  - 3月30日：陸将補に昇任、東部方面総監部幕僚副長（行政副長）[2]。
  - 12月22日：自衛隊東京地方協力本部長[6]。
- 2025年（令和7年）8月1日：第2特科団長兼ねて湯布院駐屯地司令[7][9]